# Ryūji Nagata
Ryūji Nagata (jap. 永田 隆二, Nagata Ryūji; * 28. März 1972 in der Präfektur Nagasaki) ist ein ehemaliger japanischer Fußballspieler.

## Karriere
Nagata erlernte das Fußballspielen in der Schulmannschaft der Kunimi High School. Seinen ersten Vertrag unterschrieb er 1990 bei Mazda. Der Verein spielte in der zweithöchsten Liga des Landes, der Japan Soccer League Division 2. 1990/91 wurde er mit dem Verein Vizemeister der Division 2 und stieg in die Division 1 auf. Mit Gründung der Profiliga J.League 1992 und der damit verbundenen Neuorganisation des japanischen Fußballs wurde Mazda zu Sanfrecce Hiroshima. 1994 wechselte er zu Oita Trinity. Ende 1997 beendete er seine Karriere als Fußballspieler.